# 瀬川昌昭
瀬川 昌昭（せがわ まさあき、1928年〈昭和3年〉7月5日 - ）は、日本の実業家、（株）瀬川事務所 社長、（社）JRO日本リユース機構相談役、（株）伊藤弘康企画事務所取締役、

## 略歴
- 1928年7月5日 - 実業家瀬川昌邦の三男として東京に誕生。
- 1945年7月 - 最後の東京大空襲で自宅が全焼する。
- 1951年 - 東京帝国大学政経科（現：東京大学）卒業、日本放送協会に入局。
- 1972年 - 社会番組部長に就任。
- 『アポロ11号月面着陸生中継』、『あさま山荘事件生中継』などの番組を制作した。
- 1976年 - 同局退社、（株）瀬川事務所 設立、社長に就任。
- 1983年 - 国際科学技術博覧会・政府出典チーフディレクター。
- （社）JRO日本リユース機構監事。

## 出版物
共著
- 1965年 - 『近代国家の像』 磯村尚徳、岡田多生（著） 日本放送出版協会（出版）

## 親族
- 祖父 瀬川昌耆 - 医学者
- 祖母 瀬川寿々 - 工学博士厚木勝基 叔母
- 伯父 瀬川昌世 - 医学者
- 父 瀬川昌邦 - 実業家
- 長兄 瀬川昌久 - 評論家
- 二兄 瀬川昌治 - 映画監督、脚本家

## 参考資料
- 『昭和人名事典』 日本図書センター
- e-life street 瀬川昌昭 - ウェイバックマシン（2018年8月27日アーカイブ分）